# Franciszek Mleczko (1905–1990)
Franciszek Mleczko (ur. 30 kwietnia 1905 w Łysej Górze, zm. 5 kwietnia 1990 tamże) – polski działacz spółdzielczy i ludowy, nauczyciel, poseł na Sejm PRL III, IV i V kadencji z ramienia Zjednoczonego Stronnictwa Ludowego.

## Życiorys

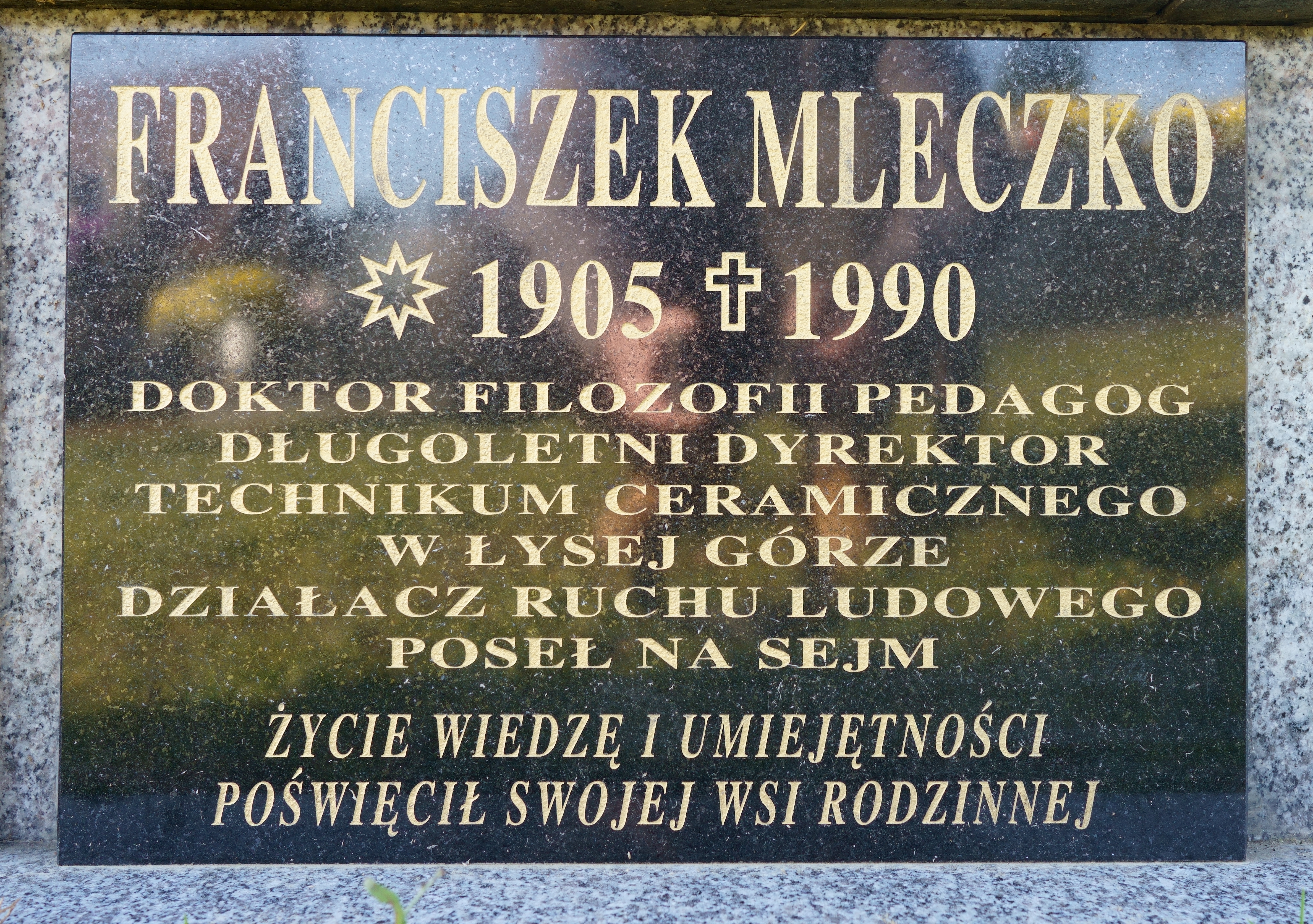
Płyta nagrobna na cmentarzu w Łysej Górze

Pochodził ze średnio zamożnej rodziny chłopskiej, był synem Wiktora i Wiktorii z Drużkowskich. Nauki początkowe pobierał w 4-klasowej szkole ludowej w Łysej Górze, następnie uczęszczał do Prywatnego Gimnazjum Jana Goetza w Brzesku i Państwowego II Gimnazjum im. hetmana Jana Tarnowskiego w Tarnowie; tamże zdał maturę (1926) i podjął studia z filologii polskiej na Uniwersytecie Jagiellońskim. Wśród jego wykładowców byli m.in. Kazimierz Nitsch, Jan Michał Rozwadowski, Ignacy Chrzanowski, Stanisław Windakiewicz. W czasach studenckich zaangażował się w ruch młodochłopski, należał do Polskiej Akademii Młodzieży Ludowej (później do Związku Młodzieży Wiejskiej RP „Wici”), publikował w „Młodej Myśli Ludowej”, w latach 1929–1930 redagował miesięcznik „Znicz”.
Studia ukończył w 1930 (praca magisterska Humor w twórczości Bolesława Prusa) i podjął pracę w oświacie, zostając nauczycielem języka polskiego w II gimnazjum tarnowskim; uczył także języka niemieckiego, języków klasycznych, historii i nauki o Polsce. W 1931 przeniósł się do pracy w Polskim Prywatnym Gimnazjum w Borszczowie. Po trzech latach pracy tamże ukończył specjalistyczny kurs nauczycielski w Warszawie i otrzymał etat w Państwowym Gimnazjum w Dubnie, ale kuratorium w Równem skierowało go do pracy w krzemienieckim Inspektoracie Szkolnym w charakterze instruktora oświaty pozaszkolnej. W 1937 przeszedł na analogiczne stanowisko do Krakowa, przygotowując zarazem rozprawę doktorską Orzeszkowa i Tołstoj jako krytycy i filozofowie kultury, którą obronił na Uniwersytecie Jagiellońskim w 1938. Promotorem doktoratu był Stefan Kołaczkowski, a pracę zrecenzował Stanisław Pigoń.
W 1938 został referentem ds. samokształcenia w Instytucie Oświaty Dorosłych w Warszawie. W ramach tego etatu odbył m.in. podróż do Szwecji dla zapoznania się z tamtejszym systemem oświaty pozaszkolnej. Zainteresował się również publikacjami socjologów w tej dziedzinie, pozostając szczególnie pod wrażeniem Józefa Chałasińskiego; efektem zainteresowań Mleczki była m.in. socjologiczna charakterystyka młodzieży wiejskiej (Młodociani na wsi, 1937, w pracy zbiorowej pod tym samym tytułem pod redakcją Jana Deca). Wybuch II wojny światowej stanął na przeszkodzie kolejnemu wyjazdowi zagranicznemu Mleczki – do Anglii; po kapitulacji Warszawy wrócił do Łysej Góry i włączył się do tajnego nauczania (pseudonim Ruta), od 1941 pełniąc funkcję przewodniczącego Powiatowej Komisji Oświaty i Kultury.
Po wojnie przystąpił do organizacji liceum, gimnazjum i internatu szkolnego w Brzesku. Przez krótki czas był w brzeskiej szkole polonistą, by wkrótce przejść do pracy w Ministerstwie Oświaty. Pełnił funkcje naczelnika Wydziału Wychowania w Departamencie Szkolnictwa Ogólnokształcącego, a następnie naczelnika Wydziału Uniwersytetów Ludowych. Należał do Polskiego Stronnictwa Ludowego, potem do Zjednoczonego Stronnictwa Ludowego. W 1947 ponownie znalazł się w rodzinnej Łysej Górze, gdzie zaangażował się w szereg inicjatyw społecznych. Zainicjował m.in. działalność Spółdzielni Wyrobów Ceramicznych „Kamionka”, Spółdzielni Zdrowia, Spółdzielni Mieszkaniowej. Miał również udział w powołaniu Szkoły Rzemiosł Artystycznych (późniejszego Technikum Ceramicznego), w której pracował jako nauczyciel polonista, a w latach 1956–1977 był dyrektorem.
W latach 1961–1972 zasiadał w Sejmie PRL trzech kadencji. Brał udział w pracach komisji sejmowych: Przemysłu Lekkiego, Rzemiosła i Spółdzielczości Pracy (1961–1965), Budownictwa i Gospodarki Komunalnej (1965–1969) oraz Kultury i Sztuki (1969–1972). Po powołaniu w Polsce Trybunału Stanu, już jako emeryt, znalazł się wśród pierwszych jego sędziów (w lipcu 1982); był również członkiem Trybunału Stanu w kolejnej kadencji Sejmu (1985–1989).
Poza publicystyką z okresu studenckiego był również autorem artykułów w „Ilustrowanym Kurierze Codziennym”, „Młodej Polsce”, „Tygodniku Kulturalnym”, „Zielonym Sztandarze” i innych czasopismach. Ogłosił kilka książek, m.in. wspomnienia Wieś rodzinna wzywa (1963), Rozeznania wiejskie (1974), Sektor R jak rodzina (1980), Dlaczego jestem ludowcem (1946). Z tematyki bliskiej literaturoznawstwu opublikował recenzję rozprawy S. Breuera Humor Prusa, jego istota i wyraz („Ruch Literacki”, 1930, nr 1), a także artykuły W kręgu społecznej myśli Orzeszkowej („Kurier Poranny”, 1938, nr 201) oraz Wieś w twórczości Orzeszkowej (Wieś i Państwo, Lwów 1939).
Był odznaczony m.in. Orderem Sztandaru Pracy II klasy (1964), Krzyżem Komandorskim i Oficerskim (1957) Orderu Odrodzenia Polski oraz odznakami tytułu honorowego „Zasłużony Nauczyciel Polskiej Rzeczypospolitej Ludowej” i Zasłużony Działacz Ruchu Spółdzielczego. Zmarł w kwietniu 1990, pochowany został w Łysej Górze.

## Życie prywatne
Z pierwszego małżeństwa miał jedną córkę. Jego drugą żoną była Wiktoria Malinowska (1916–1967), nauczycielka matematyki w łysogórskiej szkole zawodowej. Mieli cztery córki. Mleczkowie początkowo mieszkali w lokalach służbowych w „Kamionce” i w budynku technikum. Później wybudowali własny dom na Pańskim Wzgórzu. Był to piętrowy budynek z balkonem przez całą długość fasady, która pokryta była płytkami ceramicznymi w jasnym kolorze.